# Chaperia setigera
Chaperia setigera är en mossdjursart som först beskrevs av Walter Douglas Hincks 1881.  Chaperia setigera ingår i släktet Chaperia och familjen Chaperiidae. Inga underarter finns listade i Catalogue of Life.